# Biophytum longipedunculatum
Biophytum longipedunculatum là một loài thực vật có hoa trong họ Chua me đất. Loài này được Govind. mô tả khoa học đầu tiên năm 1996.